# Tedeum (película)
Tedeum es un spaghetti western del año 1972 dirigido por el cineasta italiano Enzo G. Castellari.

## Trama
Al morir, un viejo estafador nombra como herederos de una mina de oro a la familia Brown. Como el anciano era conocido por estafar a incautos vendiéndoles minas inexistentes, los Brown no se toman en serio el asunto. Pero Grant (Eduardo Fajardo), un ambicioso individuo, intenta robarles el título de propiedad. En el último momento, Tedeum (Giancarlo Prete), hijo de los Brown, consigue evitarlo. Ayudado por un forajido disfrazado de fraile (Jack Palance), conseguirá librarse de Grant y sus secuaces.

## Reparto
Jack Palance como Buck Santini
Giancarlo Prete como Tedeum (Timothy Brent)
Lionel Stander como Stinky Manure
Francesca Romana Coluzzi como Betty Brown
Ana Suriani como Wendy Brown
Eduardo Fajardo como Mr. Grant
Maria Vico como Ma Manure
Renzo Palmer como Rags Manure
Riccardo Garrone como Sheriff
Angel Alvarez como Bill
Karl Braun (miner)